# Sárospatak
Sárospatak (niem. Potok am Bodroch; słow. Šarišský Potok, Blatný Potok) − miasto w północno-wschodnich Węgrzech, w komitacie Borsod-Abaúj-Zemplén, w Średniogórzu Północnowęgierskim, u podnóża Gór Zemplińskich, nad Bodrogiem (dopływ Cisy), 12 920 mieszkańców (I 2011 r.).

## Historia
Sárospatak otrzymał prawa miejskie w roku 1201 w okresie panowania króla węgierskiego Emeryka. W okresie średniowiecza ze względu na swoje położenie miasto miało ważne znaczenie gospodarcze na szlaku handlowym z Węgier do Polski (Budapeszt – Miszkolc – Koszyce – Preszów – Stropkov – Przełęcz Beskid nad Czeremchą lub Przełęcz Dukielska – Jaśliska – Rymanów – Sanok).

## Atrakcje turystyczne
Zamek Rákóczego

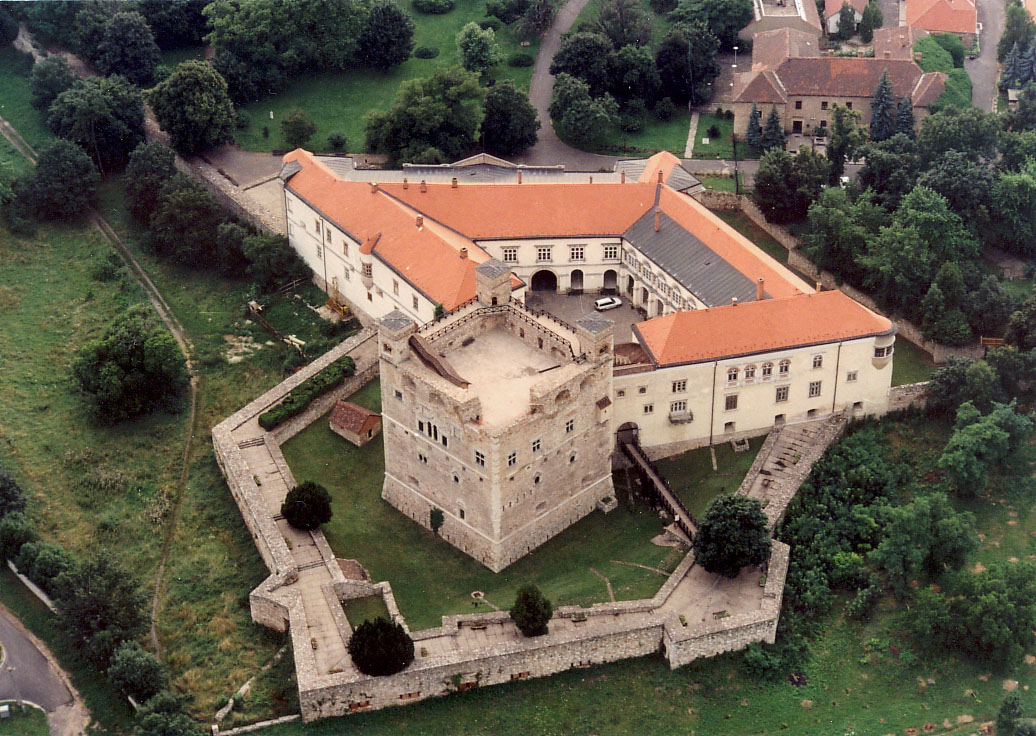
Zamek Rákóczego w Sárospataku

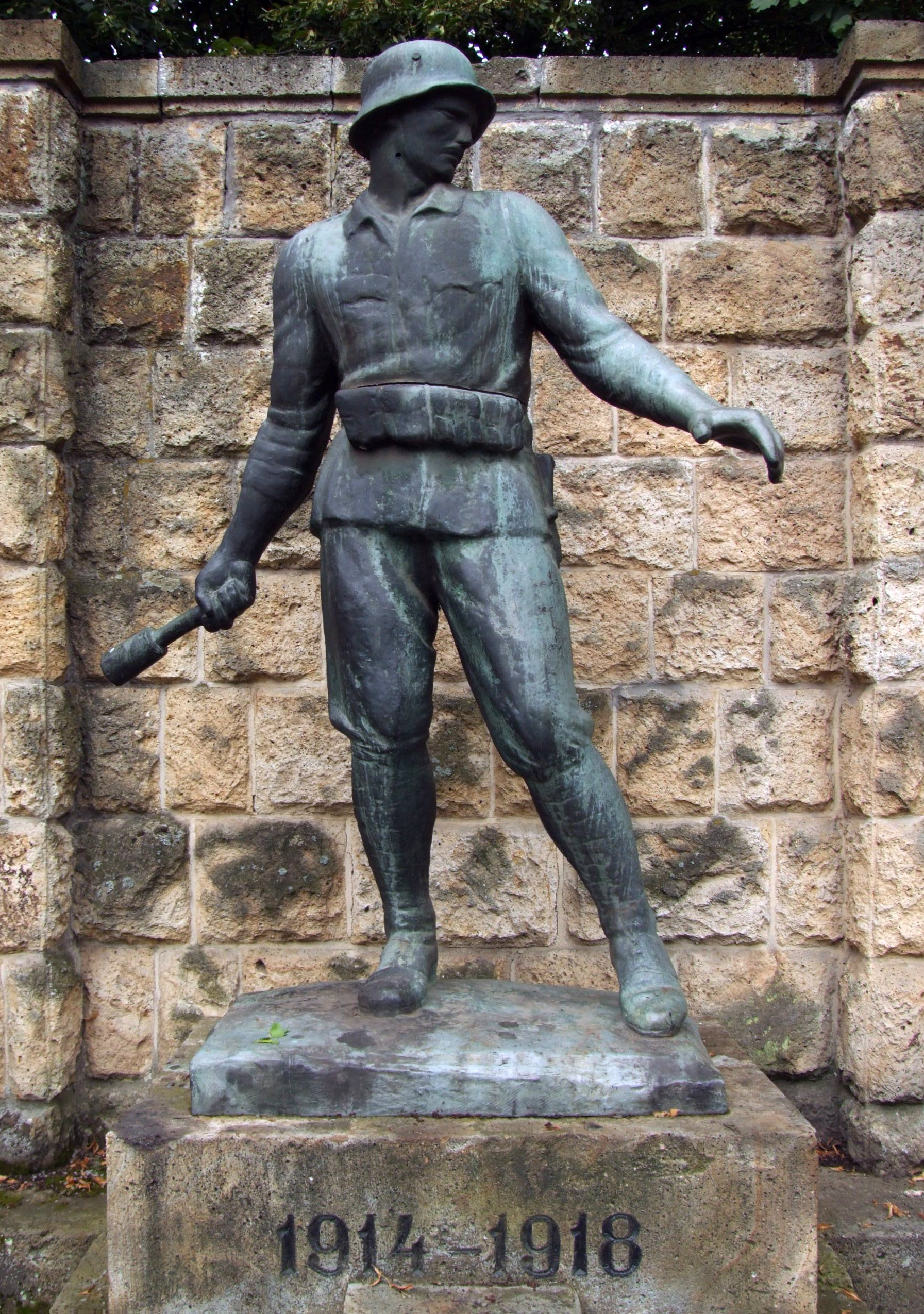
Pomnik mieszkańców poległych w Wojnach Światowych

Zamek wybudował Andrzej II, był on również miejscem urodzenia jego córki św. Elżbiety. Początkowo, w XIII i XIV wieku, zamek był siedzibą komitatu Zemplén pod nazwą Potok.
Kolegium kalwińskie
W latach 1708–1939 w bibliotece kolegium kalwińskiego przechowywana była Biblia królowej Zofii – pierwszy polski przekład Starego Testamentu.
Piwnice Rákóczego
Piwnice Rákóczi Pince, wchodzące w skład regionu winiarskiego Tokaj.
Budynki modernistyczne
W mieście powstały obiekty modernistyczne, zaprojektowane przez Imre Makovecza, m.in. centrum kulturalne i zabudowa mieszkaniowa.
Kąpielisko termalne
W skład kąpieliska wchodzi 5 basenów o różnej temperaturze.

## Miasta partnerskie
- Collegno, Włochy
- Tekirdağ, Turcja
- Soest, Niemcy
- Nokia, Finlandia
- Krosno, Polska
- Jasło, Polska